# Donkey Kong Land
Donkey Kong Land es un videojuego de plataformas desarrollado por Rare y publicado por Nintendo para la Game Boy en 1995. Condensa la jugabilidad de desplazamiento lateral del juego de Super Nintendo, Donkey Kong Country (1994) a la videoconsola portátil Game Boy con diferentes diseños de niveles y peleas contra jefes. El jugador controla al gorila Donkey Kong y a su sobrino Diddy Kong mientras derrotan a enemigos y recolectan objetos en treinta niveles para recuperar sus plátanos robados por el cocodrilo King K. Rool.
El desarrollo comenzó en 1994, antes de la finalización de Donkey Kong Country, y duró un año. El programador de Rare, Paul Machacek, desarrolló Donkey Kong Land como un título original en lugar de un port de Country después de convencer al cofundador de la empresa, Tim Stamper de que sería un mejor uso de los recursos. Al igual que Country, Land presenta gráficos renderizados previamente convertidos en sprites mediante una técnica de compresión. Rare modificó la jugabilidad de Country para dar cuenta de la pantalla de menor calidad, David Wise y Graeme Norgate convirtió la banda sonora al chip de sonido de Game Boy.
Lanzado a mediados de 1995, vendió cuatro millones de copias y recibió críticas positivas. Los revisores lo elogiaron por traducir con éxito la jugabilidad, las imágenes y música de Country a Game Boy, aunque no estaban de acuerdo sobre si la experiencia era similar. El juego recibió secuelas: Donkey Kong Land 2 (1996), Donkey Kong Land III (1997) y una versión de Game Boy Color de Donkey Kong Country (2000), que intento replicar el juego de Super Nintendo. Land y sus secuelas se relanzaron para Nintendo 3DS a través del servicio de Consola Virtual en 2014, y en Nintendo Switch a través de su servicio online en 2024.

## Sistema de juego
Como versión portátil del juego Donkey Kong Country (1994) de Super Nintendo, Donkey Kong Land presenta una jugabilidad similar: es un videojuego de plataformas de desplazamiento lateral en el que se controla al gorila Donkey Kong y a su sobrino Diddy Kong a través de treinta niveles. Donkey es más fuerte, mientras que Diddy es más rápido, y puede intercambiar entre los personajes a voluntad. Saltan entre plataformas, pisotean enemigos, balancean en enredaderas y evitan obstáculos. La historia comienza después de que Cranky Kong desafía a Donkey y Diddy a replicar el éxito de Donkey Kong Country en el hardware de 8 bits, Game Boy y obligar al King K. Rool y los Kremlings para que vuelvan a robar sus plátanos.
El jugador viaja a través de cuatro mundos, su progreso es rastreado por un mapa que refleja la ubicación de cada mundo. Se conserva algunos temas de nivel del Country, como selvas y arrecifes de coral, pero introduce otros, como acantilados y nubes. También introduce un diseño de nivel diferente, variedades de enemigos —como cerdos voladores— y nuevos jefes. Los escenarios están poblados por bananas coleccionables, cañones en forma de barril, etapas de bonificación ocultas, elementos arrojables y las letras K–O–N–G que guardan el progreso. En algunos niveles cuentan con uno de los dos compañeros animales, el rinoceronte Rambi y el avestruz Expresso, que proporcionan a los Kong habilidades especiales. Cada mundo termina en una pelea de jefes. El jugador comienza con un número limitado de vidas, que se pierden si caen por un pozo sin fondo o si son dañados por un enemigo. Puede ganar vidas extra recolectando globos o cien bananas.

## Desarrollo

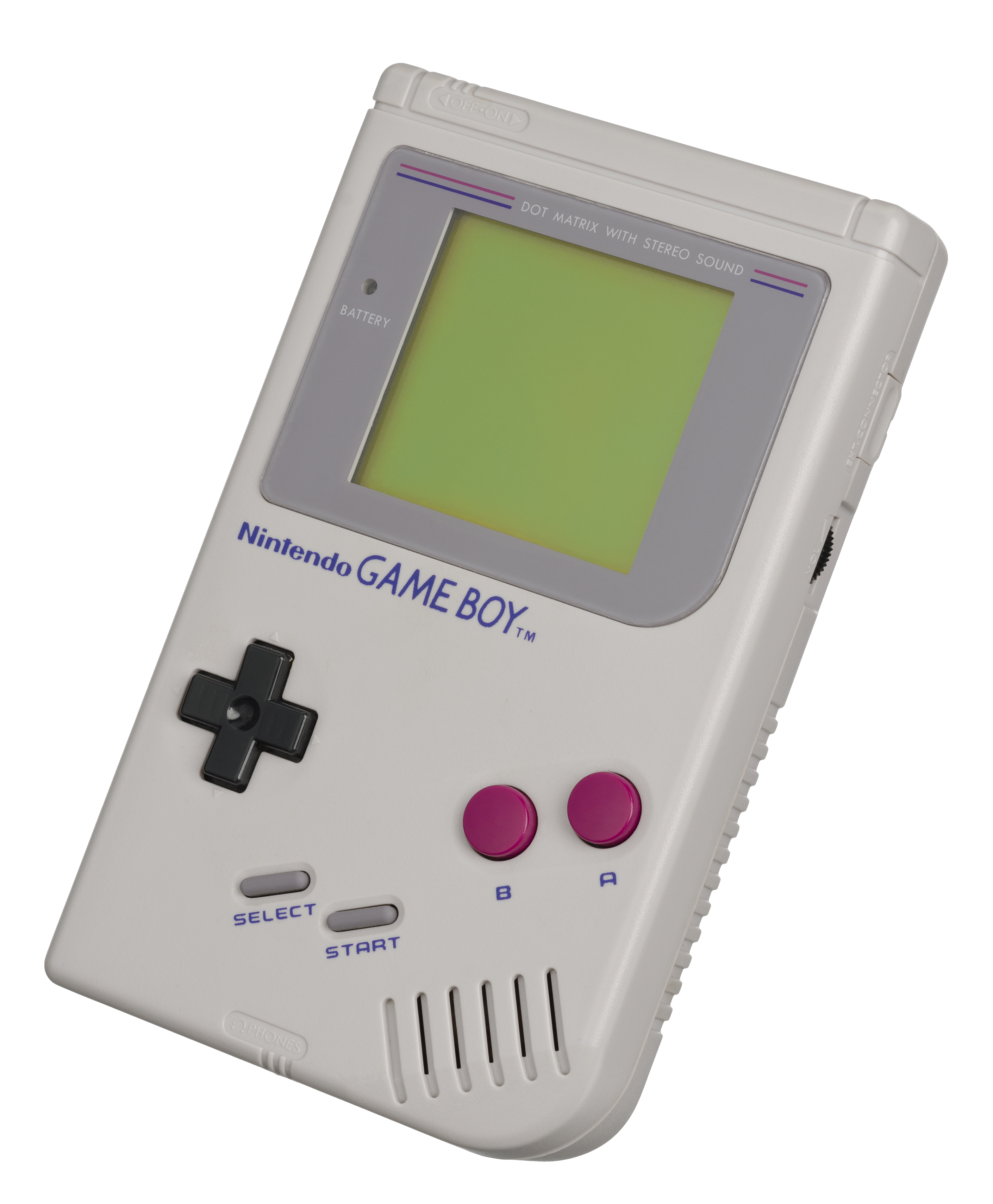
Donkey Kong Land se desarrolló para la Game Boy (en la foto).

Rare comenzó a trabajar en Donkey Kong Land en 1994, junto con Donkey Kong Country poco antes de la cancelación de un port de Battletoads Arcade para Game Boy. El cofundador de la compañía, Tim Stamper, le pidió al programador de la portátil, Paul Machacek, que transfiriera Donkey Kong Country a la Game Boy. Machacek convenció a Stamper de que sería mejor desarrollar un juego similar pero original, como lo había hecho con la versión Game Boy de Battletoads. Razonó que no requeriría mucho más esfuerzo y ampliaría la audiencia más allá de aquellos que no habían comprado el título anterior. Después de que Machacek pasó aproximadamente tres semanas actualizando el motor de videojuego Battletoads para manejar un juego de Donkey Kong, el desarrollo comenzó y duró un año.
Al igual que Country, Land presenta gráficos prerenderizados convertidos en sprites a través de la técnica de compresión, Advanced Computer Modeling (ACM) de Rare. Aunque el Game Boy es considerablemente menos potente que la Super Nintendo, su arquitectura básica es similar; esto permitió que Machacek transfiriera fácilmente las ilustraciones de Country a Land y que los artistas usaran las mismas herramientas de PowerAnimator para los nuevos activos de ACM. El proyecto llevó a la portátil al límite debido a sus gráficos. En particular, la construcción de niveles con pendientes y la animación de coleccionables, ambos poco comunes en los juegos de la consola, requerían un tamaño de ROM mayor. Las limitaciones significaban que solo un personaje podía aparecer en la pantalla a la vez y que Rare tenía que reducir la cantidad de etapas de bonificación y animales compañeros.
El equipo comenzó con Machacek pero creció a más de quince. Trabajaron por separado de los equipos que desarrollaron los juegos para Super Nintendo y diseñaron niveles utilizando una estación de trabajo Silicon Graphics de repuesto con un editor de niveles personalizado. Machacek dedicó un tiempo considerable a tratar de recrear auténticamente la jugabilidad de Country. Debido a que la pantalla pequeña, lenta y monocromática de la consola dificultaba más la reacción a los obstáculos, el equipo no reutilizó los diseños de niveles del título de SNES, hizo que las peleas de jefes fueran más predecibles y le dio a Expreso la capacidad de derrotar a los enemigos. Convirtieron las letras K–O–N–G en una función de guardado, en lugar de que proporcionen una vida extra, para ayudar a que el usuario pueda finalizar el juego con mayor facilidad. El equipo buscó distinguir la entrega con la de Super Nintendo incluyendo nuevas mecánicas de juego. Machacek dijo que replicarlo no impidió que Rare introdujera nuevos mundos y elementos de diseño de manera similar a los equipos que desarrollaron las secuelas de Super Nintendo, Donkey Kong Country 2: Diddy's Kong Quest (1995) y Donkey Kong Country 3: Dixie Kong's Double Trouble! (1996).
La banda sonora fue compuesta por David Wise y Graeme Norgate, quienes trabajaron para convertir la banda sonora de Country al chip de sonido del Game Boy. Norgate, quien describió a Land como su trabajo más optimista, escribió pistas originales para adaptarse a la atmósfera de los nuevos escenarios. Era su primer proyecto en la consola y las limitaciones técnicas del sistema lo obligaron a concentrarse en las melodías. Dijo que Wise le ayudó a enseñarle mientras trabajaban juntos: «Me daba pequeños trucos para mejorar el sonido general. “Puedes repetir la melodía tres pasos hacia adelante a un tercio del volumen para emular un eco”, y listo, tu melodía principal ahora tiene un hermoso y ajustado delay que hace que suene mucho más amplio y suave».

## Lanzamiento
Donkey Kong Land es el segundo título de Donkey Kong para Game Boy, después del juego homónimo lanzado en 1994. Al igual que Donkey Kong Country, Land se anunció en el Consumer Electronics Show de Chicago en junio de 1994 y se promocionó a través de la campaña de marketing, Play It Loud de Nintendo. Salió al mercado en Norteamérica el 26 de junio de 1995, en Japón el 27 de julio y en Europa el 24 de agosto. En Japón, se lanzó bajo el título Super Donkey Kong GB. Nintendo distribuía cartuchos de color amarillo, a diferencia de los otros videojuegos de la consola, que venían en gris. Land es uno de varias entregas optimizadas para la Super Game Boy, un periférico que permite jugar cartuchos de Game Boy en una Super Nintendo; jugarlo a través del periférico agrega paletas de colores y un borde con el tema de la jungla. El título vendió cuatro millones de copias, convirtiéndolo en el juego de Donkey Kong más vendido para de la consola.

## Recepción
Donkey Kong Land recibió críticas positivas y fue nombrado el mejor juego de Game Boy de 1995 por GamePro. Los revisores lo consideraron una traducción exitosa de la jugabilidad de Country a Game Boy y escribieron que los usuarios que disfrutaron del título de Super Nintendo también disfrutarían de Land. GameFan y Electronic Gaming Monthly destacaron los nuevos niveles, mecánicas y escenarios, GamePro dijo que a pesar de las limitaciones técnicas y el alcance más pequeño, es «un esfuerzo formidable teniendo en cuenta lo que logra en un sistema portátil», con niveles largos y una jugabilidad desafiante.
Los críticos elogiaron las imágenes, impresionados por el esfuerzo de Rare por preservar el estilo artístico prerenderizado de Country. GameFan y Video Games: The Ultimate Gaming Magazine lo calificó como uno de los juegos de Game Boy más atractivos con detalles sin precedentes para el sistema, y Computer and Video Games dijo que las imágenes y las animaciones eran y siguen siendo excelentes a pesar de carecer de la fidelidad de la entrega anterior. The Electric Playground dijo que las imágenes, aunque excelentes, resaltaban las limitaciones de la consola, ya que su pantalla monocromática ocasionalmente dificultaba la comprensión. GamePro estuvo de acuerdo en que la pantalla de la portátil no hacía justicia a las imágenes. Algunos críticos recomendaron jugar Land en Super Game Boy para agregarle color y hacer que las imágenes sean más fáciles de discernir.
Las opiniones diferían en cuanto a cómo el título se comparaba con el de Super Nintendo y el resto de la biblioteca de Game Boy. Algunos lo consideraron igual —CVG lo llamó superior basándose en su jugabilidad—; otros lo llamaron inferior. Game Players sintió que ambos presentaban un juego de calidad, pero carecía de la fidelidad visual que hacía que Country fuera especial. Varios llamaron al título uno de los mejores juegos de Game Boy, pero The Electric Playground dijo que no era tan inventivo, satisfactorio u original como el Donkey Kong de 1994. Aun así, sintieron que era uno de los mejores juegos de plataformas de la consola y una compra esencial. La banda sonora y el sonido fueron elogiados como los mejores. The Electric Playground creía que eran traducciones casi perfectas que el de Super Nintendo, y GameFan dijo que sonaban a la par con un juego de SNES cuando se jugaba a través de Super Game Boy.

## Legado
Michael Teitelbaum escribió una adaptación de un libro para niños de Donkey Kong Land, Rumble in the Jungle, luego de su lanzamiento. El juego recibió tres títulos de seguimiento: Donkey Kong Land 2 (1996), basado en Diddy's Kong Quest, Donkey Kong Land III (1997), basado en Dixie Kong's Double Trouble!; y una versión para Game Boy Color de Donkey Kong Country (2000), que recrea el juego de Super Nintendo usando los gráficos y el audio de Land. Las secuelas intentaron replicar los juegos Country más de cerca; a diferencia de Land, no introducen nuevos arquetipos o enemigos de nivel. La trilogía se volvió a publicar para Nintendo 3DS a través de la Consola Virtual en 2014. Salió a la venta a través de Nintendo Switch Online el 22 de noviembre de 2024.
Los análisis retrospectivos consideraron a Donkey Kong Land como un logro técnico. Nintendo Life sintió que Rare reprodujo con éxito el estilo artístico de Country en Game Boy y elogió la música, que consideraron entre las mejores de la portátil. Sin embargo, Polygon escribió que los desarrolladores «estaban tan preocupados por si podrían [replicar los gráficos de Country] que se olvidaron de preguntar si deberían hacerlo. Las ricas imágenes de los juegos de SNES se vuelven completamente ilegibles en Game Boy... una sopa gris borrosa de píxeles basura». Nintendo Life dijo que los enemigos que se mezclaban con el fondo hacían que el juego fuera innecesariamente difícil y lamentó la ausencia de las mejoras de Super Game Boy en el relanzamiento de 3DS.
Polygon consideró al título y sus secuelas entre las entregas inferiores de Donkey Kong; Nintendo Life lo calificó como promedio. En una entrevista de 2018, Machacek dijo que de los juegos en los que trabajó, Donkey Kong Land seguía siendo uno de sus favoritos. Algunos de los niveles de Land, como el barco pirata de K. Rool, aparecerían en videojuegos posteriores de Donkey Kong. También estableció una tradición de distribución de entregas de la saga en cartuchos amarillos, que continuarían sus secuelas y Donkey Kong 64 (1999).